# Zygmunt Kapsa
Zygmunt Kapsa (ur. 25 września 1889 w Stankowie, zm. 4 lutego 1962 w Skierniewicach) – podpułkownik artylerii Wojska Polskiego, kawaler Orderu Virtuti Militari.

## Życiorys
Urodził się 25 września 1889 roku w Stankowie, pow. kościańskim, jako syn Marcina.  
W czasie wojny z bolszewikami dowodził 5 baterią 17 pułku artylerii ciężkiej Wielkopolskiej. W latach 1923–1924 pełnił służbę w 14 pułku artylerii polowej w Poznaniu. 26 kwietnia 1928 roku został przeniesiony do 9 dywizjonu artylerii konnej w Baranowiczach na stanowisko kwatermistrza. 26 marca 1931 roku został przeniesiony do 26 pułku artylerii lekkiej w Skierniewicach na stanowisko dowódcy III dywizjonu. 12 lutego 1936 roku został przesunięty na stanowisko zastępcy dowódcy 26 pal. 23 marca 1939 roku podczas mobilizacji objął funkcję dowódcy pułku. 23 lipca dowództwo pułku przekazał ppłk. Hieronimowi Suszczyńskiemu. 25 sierpnia 1939 roku został wyznaczony na stanowisko dowódcy rezerwowego 54 pułku artylerii lekkiej, którego mobilizację rozpoczęto sześć dni później. 
Na czele 54 pal walczył w kampanii wrześniowej. Dostał się do niewoli. Był jeńcem Oflagu II A Prenzlau (nr jeniecki 237). Po uwolnieniu z niewoli przyjęty został do Ludowego Wojska Polskiego i wyznaczony na stanowisko zastępcy dowódcy 37 pułku artylerii lekkiej do spraw liniowych. 9 czerwca 1948 roku został zdemobilizowany.
Zmarł 4 lutego 1962 roku w Skierniewicach. Został pochowany na miejscowym Cmentarzu Parafii św. Jakuba (sektor KW-B-2).
Był mężem Leokadii z Prus-Wiśniowskich (1899–1952).

## Awanse
- kapitan – 3 maja 1922 zweryfikowany ze starszeństwem z dniem 1 czerwca 1919 w korpusie oficerów artylerii
- major – 14 kwietnia 1927 ze starszeństwem z dniem 1 stycznia 1927 i 31. lokatą w korpusie oficerów artylerii
- podpułkownik – ze starszeństwem z dniem 1 stycznia 1936 i 10. lokatą w korpusie oficerów artylerii[11]

## Ordery i odznaczenia
- Krzyż Srebrny Orderu Wojskowego Virtuti Militari nr 182 (1922)[12]
- Krzyż Walecznych
- Złoty Krzyż Zasługi (10 listopada 1938)[13][11]
- Medal Niepodległości (20 lipca 1932)[14][11]